# Associazione Sportiva Roma 1933-1934
Questa voce raccoglie le informazioni riguardanti l'Associazione Sportiva Roma nelle competizioni ufficiali della stagione 1933-1934.

## Stagione

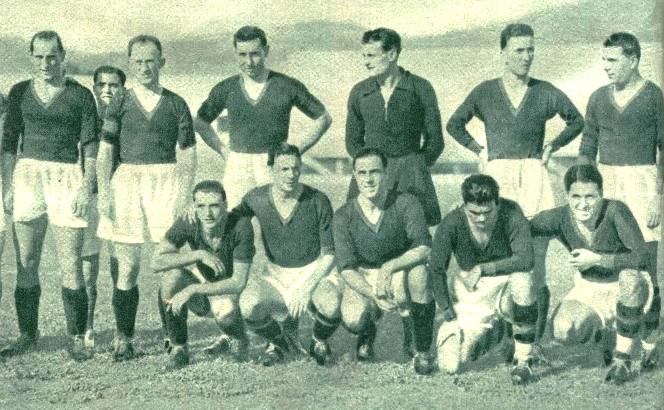
Una formazione della Roma 1933-1934

Dopo anni la squadra viene rivista completamente durante il mercato estivo: dopo la discussa cessione di Volk, che negli ultimi anni aveva perso molto del suo smalto, vengono ingaggiati quell'anno i "tre moschettieri"argentini: l'attaccante Enrico Guaita, il mediano Andrea Stagnaro e la mezzala Alejandro Scopelli. Viene acquistato inoltre un altro interno dal gol facile, che ben presto si rivela come il nuovo idolo dei tifosi, Ernesto Tomasi detto "centopolmoni". Sulla panchina ci viene effettuato un nuovo cambio: le nuove regole federali imponevano infatti che gli allenatori dovessero esser italiani e diplomati ad un corso speciale, è quindi posto alla guida della squadra Luigi Barbesino. La stagione per la Roma si conclude con un quinto posto.

## Divise
La divisa primaria della Roma è costituita da maglia rossa con collo a V giallo e bordo manica giallo, pantaloncini bianchi e calzettoni neri con banda giallorossa orizzontale; la seconda divisa presenta una maglia bianca, pantaloncini bianchi e calzettoni neri, questi con una banda giallorossa orizzontale. Nelle partite casalinghe viene usata anche una divisa completamente nera con maglia con colletto a polo, in onore del governo fascista.  I portieri hanno due divise: la prima costituita da maglia nera, colletto a polo e bordo manica giallorosso, la seconda grigia con colletto a polo; calzettoni e calzoncini sono neri, questi ultimi con bande giallorosse orizzontali.
| Casa | Casa (alternativa) | Trasferta | 1ª div. portiere | 2ª div. portiere |

## Organigramma societario
Di seguito l'organigramma societario.
Area direttiva
- Presidente: Renato Sacerdoti

Area tecnica
- Allenatore: Luigi Barbesino

## Rosa
Di seguito la rosa.
| N. |                      | Ruolo | Calciatore                     |
| -- | -------------------- | ----- | ------------------------------ |
|    | Italia (bandiera)    | P     | Guido Masetti                  |
|    | Italia (bandiera)    | P     | Giovanni Zucca                 |
|    | Argentina (bandiera) | D     | Roberto Allemandi              |
|    | Italia (bandiera)    | D     | Renato Bodini                  |
|    | Italia (bandiera)    | D     | Giorgio Carpi                  |
|    | Italia (bandiera)    | D     | Andrea Gadaldi                 |
|    | Italia (bandiera)    | D     | Giulio Liberati                |
|    | Italia (bandiera)    | D     | Angelo Pasolini                |
|    | Italia (bandiera)    | C     | Fulvio Bernardini              |
|    | Italia (bandiera)    | C     | Gino Callegari                 |
|    | Italia (bandiera)    | C     | Nazzareno Celestini            |
|    | Italia (bandiera)    | C     | Bruno Dugoni                   |
|    | Italia (bandiera)    | C     | Attilio Ferraris IV (capitano) |

| N. |                      | Ruolo | Calciatore                  |
| -- | -------------------- | ----- | --------------------------- |
|    | Italia (bandiera)    | C     | Antonio Fusco               |
|    | Italia (bandiera)    | C     | Balilla Lombardi            |
|    | Italia (bandiera)    | C     | Franco Scaramelli           |
|    | Italia (bandiera)    | C     | Alejandro Scopelli Casanova |
|    | Italia (bandiera)    | C     | Andrés Stagnaro             |
|    | Italia (bandiera)    | C     | Ernesto Tomasi              |
|    | Italia (bandiera)    | A     | Elvio Banchero              |
|    | Italia (bandiera)    | A     | Fernando Belladonna         |
|    | Argentina (bandiera) | A     | Arturo Chini Ludueña        |
|    | Italia (bandiera)    | A     | Raffaele Costantino         |
|    | Italia (bandiera)    | A     | Fernando Eusebio            |
|    | Italia (bandiera)    | A     | Enrique Guaita              |

## Calciomercato
Di seguito il calciomercato.

### Sessione estiva
| Acquisti | Acquisti                    | Acquisti         | Acquisti   |
| R.       | Nome                        | da               | Modalità   |
| -------- | --------------------------- | ---------------- | ---------- |
| D        | Andrea Gadaldi              | Brescia          | definitivo |
| D        | Gino Callegari              | Padova           | definitivo |
| C        | Alejandro Scopelli Casanova | Estudiantes (LP) | definitivo |
| C        | Andrés Stagnaro             | Atlanta          | definitivo |
| C        | Ernesto Tomasi              | Nizza            | definitivo |
| A        | Enrique Guaita              | Estudiantes (LP) | definitivo |

| Cessioni | Cessioni                 | Cessioni | Cessioni   |
| R.       | Nome                     | da       | Modalità   |
| -------- | ------------------------ | -------- | ---------- |
| P        | Leonida Pallotta         | Cagliari | definitivo |
| D        | Attilio Mattei           | Bari     | definitivo |
| C        | Raffaele D'Aquino        | Pisa     | definitivo |
| C        | Cesare Augusto Fasanelli | Pisa     | definitivo |
| C        | Nicola Italo Lombardo    | Pisa     | definitivo |
| A        | Rodolfo Volk             | Pisa     | definitivo |

## Risultati

### Serie A

#### Girone di andata
| Arbitro: | Pasinato (Venezia) |

|              |           |  |
| Reggiani 63’ | Marcatori |  |

| Roma 17 settembre 1933, ore 15:30 CEST 2ª giornata | Roma             | 0 – 0 referto | Triestina | Campo Testaccio\| Arbitro: \| Levrero (Genova) \| |
| Arbitro:                                           | Levrero (Genova) |               |           |                                                   |

| Arbitro: | Barlassina (Novara) |

|              |           |                                         |
| Prendato 30’ | Marcatori | 8’ (rig.) Ferraris (IV) 20’, 22’ Guaita |

| Arbitro: | Caironi (Milano) |

|                        |           |                     |
| Guaita 8’ Scopelli 41’ | Marcatori | 35’, 46’, 85’ Borel |

| Arbitro: | Levrero (Genova) |

|  |           |                        |
|  | Marcatori | 22’ Tomasi 61’ Eusebio |

| Arbitro: | Gama (Milano) |

|                        |           |  |
| Dugoni 44’ Eusebio 72’ | Marcatori |  |

| Arbitro: | Mattea (Torino) |

|              |           |  |
| Schiavio 88’ | Marcatori |  |

| Arbitro: | Melandri (Genova) |

|                                          |           |  |
| Tomasi 17’, 29’, 56’ Bernardini 47’, 89’ | Marcatori |  |

| Arbitro: | Scarpi (Dolo) |

|            |           |  |
| Arcari 58’ | Marcatori |  |

| Roma 12 novembre 1933, ore 14:30 CET 10ª giornata | Roma                | 0 – 0 referto | Livorno | Campo Testaccio\| Arbitro: \| Barlassina (Novara) \| |
| Arbitro:                                          | Barlassina (Novara) |               |         |                                                      |

| Arbitro: | Gonani (Ravenna) |

|               |           |                               |
| Colombari 66’ | Marcatori | 8’ (aut.) Vincenzi 61’ Guaita |

| Arbitro: | Scorzoni (Bologna) |

|           |           |  |
| Savio 22’ | Marcatori |  |

| Arbitro: | Mazza (Genova) |

|  |           |             |
|  | Marcatori | 88’ Demaria |

| Arbitro: | Bevilacqua (Viareggio) |

|             |           |  |
| Spivach 61’ | Marcatori |  |

| Arbitro: | Caironi (Milano) |

|                                                          |           |              |
| Costantino 10’, 35’ Tomasi 26’ Scopelli 32’ Banchero 77’ | Marcatori | 13’ Riccardi |

| Palermo 31 dicembre 1933, ore 14:30 CET 16ª giornata | Palermo                | 0 – 0 referto | Roma | Stadio del Littorio\| Arbitro: \| Bevilacqua (Viareggio) \| |
| Arbitro:                                             | Bevilacqua (Viareggio) |               |      |                                                             |

| Arbitro: | Gianni (Pisa) |

|                                        |           |  |
| Tomasi 9’ Scopelli 24’, 84’ Guaita 53’ | Marcatori |  |

#### Girone di ritorno
| Arbitro: | Bonivento (Venezia) |

|                           |           |           |
| Costantino 16’ Guaita 43’ | Marcatori | 75’ Braga |

| Arbitro: | Scorzoni (Bologna) |

|                    |           |            |
| Palumbo 66’ (rig.) | Marcatori | 19’ Dugoni |

| Arbitro: | Beretta (Novi Ligure) |

|                              |           |           |
| Tomasi 62’ Guaita 70’ (rig.) | Marcatori | 87’ Viani |

| Arbitro: | Melandri (Genova) |

|                                    |           |              |
| Borel 14’ Varglien 27’ Ferrari 83’ | Marcatori | 47’ Scopelli |

| Arbitro: | Mazza (Genova) |

|              |           |  |
| Scopelli 59’ | Marcatori |  |

| Arbitro: | Melandri (Genova) |

|              |           |                   |
| Borsetti 72’ | Marcatori | 16’, 82’ Scopelli |

| Arbitro: | Bevilacqua (Viareggio) |

|  |           |               |
|  | Marcatori | 88’ Reguzzoni |

| Arbitro: | Gianni (Pisa) |

|                              |           |                                         |
| 28’ Guarisi 41’, 73’ Demaría | Marcatori | 8’ Bernardini 11’ Costantino 14’ Guaita |

| Arbitro: | Turbiani (Ferrara) |

|                |           |                   |
| Costantino 51’ | Marcatori | 70’ (rig.) Arcari |

| Arbitro: | Scorzoni (Bologna) |

|                        |           |             |
| Tomasi 19’ Eusebio 89’ | Marcatori | 51’ Ruffino |

| Arbitro: | Ciamberlini (Genova) |

|                             |           |  |
| Costantino 35’ Scopelli 41’ | Marcatori |  |

| Arbitro: | Caironi (Milano) |

|                     |           |                                    |
| Giulio Cappelli 30’ | Marcatori | 15’, 82’ (rig.) Scopelli 47’ Fusco |

| Arbitro: | Turbiani (Ferrara) |

|             |           |                        |
| Scopelli 5’ | Marcatori | 28’ Vojak 40’ Rossetti |

| Arbitro: | Scarpi (Dolo) |

|                             |           |  |
| Guaita 53’, 70’, 79’ (rig.) | Marcatori |  |

| Milano 22 aprile 1934 30ª giornata | Ambrosiana-Inter   | 0 – 0 referto | Roma | Arena Civica\| Arbitro: \| Turbiani (Ferrara) \| |
| Arbitro:                           | Turbiani (Ferrara) |               |      |                                                  |

| Arbitro: | Scotto (Savona) |

|                               |           |                                                       |
| Silano 61’, 88’ (rig.) Bo 62’ | Marcatori | 18’ Scaramelli 55’ Scopelli 59’, 70’, 73’, 75’ Guaita |

| Arbitro: | Bertoli (Vicenza) |

|              |           |                     |
| Cattaneo 27’ | Marcatori | 48’ (aut.) Fenoglio |

## Statistiche

### Statistiche di squadra
Di seguito le statistiche di squadra.
| Competizione | Punti | In casa | In casa | In casa | In casa | In casa | In casa | In trasferta | In trasferta | In trasferta | In trasferta | In trasferta | In trasferta | Totale | Totale | Totale | Totale | Totale | Totale | DR  |
| Competizione | Punti | G       | V       | N       | P       | Gf      | Gs      | G            | V            | N            | P            | Gf           | Gs           | G      | V      | N      | P      | Gf     | Gs     | DR  |
| ------------ | ----- | ------- | ------- | ------- | ------- | ------- | ------- | ------------ | ------------ | ------------ | ------------ | ------------ | ------------ | ------ | ------ | ------ | ------ | ------ | ------ | --- |
| Serie A      | 40    | 17      | 10      | 3       | 4       | 32      | 12      | 17           | 6            | 5            | 6            | 24           | 20           | 34     | 16     | 8      | 10     | 56     | 32     | +24 |
| Totale       | -     | 17      | 10      | 3       | 4       | 32      | 12      | 17           | 6            | 5            | 6            | 24           | 20           | 34     | 16     | 8      | 10     | 56     | 32     | +24 |

### Andamento in campionato
| Giornata  | 1  | 2  | 3 | 4  | 5 | 6 | 7 | 8 | 9 | 10 | 11 | 12 | 13 | 14 | 15 | 16 | 17 | 18 | 19 | 20 | 21 | 22 | 23 | 24 | 25 | 26 | 27 | 28 | 29 | 30 | 31 | 32 | 33 | 34 |
| --------- | -- | -- | - | -- | - | - | - | - | - | -- | -- | -- | -- | -- | -- | -- | -- | -- | -- | -- | -- | -- | -- | -- | -- | -- | -- | -- | -- | -- | -- | -- | -- | -- |
| Luogo     | T  | C  | T | C  | T | C | T | C | T | C  | T  | T  | C  | T  | C  | T  | T  | C  | T  | C  | T  | C  | T  | C  | T  | C  | T  | C  | C  | T  | C  | T  | C  | T  |
| Risultato | P  | N  | V | P  | V | V | P | V | P | N  | V  | P  | P  | P  | V  | N  | V  | V  | N  | V  | P  | V  | V  | P  | N  | N  | V  | P  | V  | N  | V  | N  | V  | V  |
| Posizione | 10 | 15 | 8 | 12 | 5 | 4 | 7 | 4 | 7 | 7  | 6  | 8  | 9  | 9  | 10 | 10 | 9  | 7  | 6  | 6  | 6  | 6  | 5  | 5  | 5  | 6  | 5  | 5  | 5  | 5  | 5  | 5  | 5  | 5  |

Legenda:

Luogo: C = Casa; T = Trasferta. Risultato: V = Vittoria; N = Pareggio; P = Sconfitta.

### Statistiche dei giocatori
Desunte dalle edizioni cartacee dei giornali dell'epoca.
| Giocatore      | Serie A  | Serie A |
| Giocatore      | Presenze | Reti    |
| -------------- | -------- | ------- |
| R. Allemandi   | 0        | 0       |
| E. Banchero    | 8        | 1       |
| F. Belladonna  | 1        | 0       |
| F. Bernardini  | 16       | 3       |
| R. Bodini      | 24       | 0       |
| G. Callegari   | 19       | 0       |
| G. Carpi       | 1        | 0       |
| N. Celestini   | 1        | 0       |
| A. Chini       | 3        | 0       |
| R. Costantino  | 28       | 6       |
| B. Dugoni      | 15       | 2       |
| F. Eusebio     | 12       | 3       |
| A. Ferraris IV | 21       | 1       |
| A. Fusco       | 20       | 1       |
| A. Gadaldi     | 14       | 0       |
| E. Guaita      | 32       | 15      |
| G. Liberati    | 1        | 0       |
| B. Lombardi    | 4        | 0       |
| G. Masetti     | 34       | -32     |
| A. Pasolini    | 23       | 0       |
| F. Scaramelli  | 9        | 1       |
| A. Scopelli    | 34       | 13      |
| A. Stagnaro    | 25       | 0       |
| E. Tomasi      | 29       | 8       |
| G. Zucca       | 0        | -0      |

### Videografia
- Manuela Romano (a cura di), La storia della A.S. Roma (10 DVD-Video), Corriere dello Sport, Rai Trade, 2006.